# Duett
"Duett" (tradução portuguesa: "Dueto") foi a canção tipo  power ballad que representou a Noruega no Festival Eurovisão da Canção 1994 que se realizou em Dublin, na Irlanda.
Foi interpretada em norueguês por  Elisabeth Andreassen e Jan Werner Danielsen num dueto.  A canção venceu o Melodi Grand Prix, e ganharam o direito de representar a Noruega  no Festival Eurovisão da Canção 1994. Foi a décima-sétima canção a ser interpretada na noite do evento, a seguir à canção lituana "Lopšinė mylimai" , interpretada por Ovidijus Vyšniauskas e antes da canção da Bósnia e Herzegovina "Ostani kraj mene", interpretada por Alma Čardžić e Dejan. A canção norueguesa terminou em sexto lugar (entre 25 participantes), tendo recebido um total de 76 pontos. No anos seguinte, em 1995, a Noruega participou com a canção Nocturne (canção), interpretada pela banda Secret Garden que venceria a competição. 

## Autores
A canção tinha letra de Hans Olav Mørk, música de  Rolf Løvland  e foi orquestrada por  
Pete Knutsen.

## Letra
A canção fala sobe a força da canção, com ambos os intérpretes descrevendo os que eles sentem ao ouvir a voz dum do  outro. Eles cantam que isso faz senti-los livres e unidos no espírito.

## Versões
O duo gravou também uma versão em inglês intitulada "Duet".

## Lista de faixas
1. "Duett" (norueguês)
2. "Duet" (inglês)